# Zdzisław Kostrzewiński
Zdzisław Kostrzewiński (ur. 26 listopada 1945) – polski piłkarz, były gracz m.in. Widzewa Łódź i ŁKS Łódź, występujący na pozycji pomocnika.

## Kariera zawodnicza
Kostrzewiński to wychowanek Widzewa Łódź. W wieku 18 lat, jako junior, przeszedł do ŁKS Łódź, następnie trafił do Zawiszy Bydgoszcz, z którego powrócił po odsłużeniu wojska do ŁKS. Następnie ponownie został zawodnikiem Widzewa, z którym pierwszy raz w historii klubu awansował do I ligi. Kostrzewiński rozegrał w pucharach europejskich w barwach Widzewa cztery mecze. Podczas spotkania z Manchesterem City (2:2) grał z dziurą w nodze. W 1979 wyjechał do USA, podczas pobytu zarobkowego w Stanach Zjednoczonych występował w polonijnej drużynie Wisła Chicago. Do Polski powrócił w 1985 roku.

## Życie prywatne
Żoną Zdzisława Kostrzewińskiego jest była łyżwiarka figurowa Grażyna Kostrzewińska (z d. Osmańska). Jego zięciem jest Artur Partyka, były lekkoatleta (skoczek wzwyż), brązowy (1992) i srebrny (1996) medalista olimpijski.